# Borkowo Małe
Borkowo Małe (niem. Klein Borckenhagen) – osada w Polsce położona w województwie zachodniopomorskim, w powiecie łobeskim, w gminie Radowo Małe. Miejscowość wchodzi w skład sołectwa Radowo Małe.
W latach 1975–1998 miejscowość należała administracyjnie do województwa szczecińskiego.
W Borkowie Małym w I poł. 1941 r. z udziałem około 100 Polaków robotników przymusowych zwiezionych z okolicznych miejscowości, został publicznie powieszony jeden z Polaków.

## Osoby urodzone lub związane z Borkowem Małym
- Christoph Friedrich Berend von Borcke, także von Borck (ur. 11 stycznia 1689, zm. 22 lipca 1770 w Wangerin) — pruski starosta (Landrat), który od około 1722 aż do śmierci kierował powiatem Borcków na Pomorzu Zachodnim. Właściciel majątku ziemskiego w Borkowie Małym.